# Еммануель Адебайор
Еммануе́ль Шай Адебайо́р (фр. Emmanuel Shay Adebayor; нар. 26 лютого 1984 року, Ломе, Того) — тоголезький футболіст, нападник який завершив кар‘єру

## Досягнення

### Командні
- «Монако»
  - Фіналіст Ліги чемпіонів: 2004

- «Арсенал»
  - Фіналіст Ліги чемпіонів: 2006
  - Володар Емірейтс Кап: 2007
  - Amsterdam Tournament: 2007, 2008
  - Фіналіст Кубка ліги: 2007

- Реал Мадрид
  - Володар Кубка Іспанії: 2010—2011

### Особисті
- Найкращий футболіст Того 2005, 2006, 2007, 2008 років.
- Найкращий футболіст Африки 2007 року за версією BBC.
- Африканський футболіст року: 2008[4].